# Landry Poulangoye
Jean Landry Poulangoye Mayelet (Port-Gentil, 9 settembre 1976) è un ex calciatore gabonese, di ruolo centrocampista.